# 위스콘신주의 통계 지구

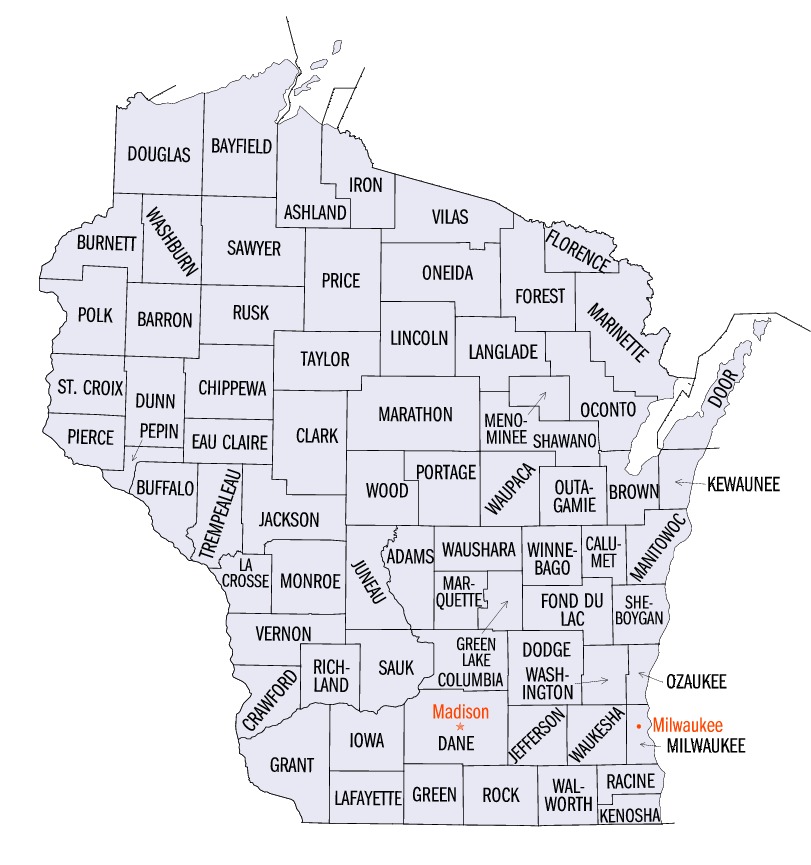
위스콘신 주의 군들

위스콘신의 주기

위스콘신의 통계 지구(Wisconsin Statistical Area)는 위스콘신 주에 있는 통계 지구이다.

## 범례
| 범례      | 의미                                     |
| --------- | ---------------------------------------- |
|           | 인디애나에 속하는 지역                   |
|           | 일리노이에 속하는 지역                   |
|           | 미시간에 속하는 지역                     |
|           | 미네소타에 속하는 지역                   |
|           | 2개의 주 이상에 걸친 지역(위스콘신 해당) |
| 초록 글씨 | 다른 주에 속하는 지역의 인구 수          |
| 파란 글씨 | 위스콘신과 다른 주에 걸친 지역의 인구 수 |

## 배치도
| 복합 통계 지구                          | 인구              | 핵심 기반 통계 지구                 | 인구              | 군           | 인구      |
| --------------------------------------- | ----------------- | ----------------------------------- | ----------------- | ------------ | --------- |
| 밀워키-라신-워케샤 지구                 | 2,047,966         | 밀워키-워케샤 지구                  | 1,575,179         | 밀워키       | 945,726   |
| 밀워키-라신-워케샤 지구                 | 2,047,966         | 밀워키-워케샤 지구                  | 1,575,179         | 워케샤       | 404,198   |
| 밀워키-라신-워케샤 지구                 | 2,047,966         | 밀워키-워케샤 지구                  | 1,575,179         | 워싱턴       | 136,034   |
| 밀워키-라신-워케샤 지구                 | 2,047,966         | 밀워키-워케샤 지구                  | 1,575,179         | 오조키       | 89,221    |
| 밀워키-라신-워케샤 지구                 | 2,047,966         | 라신 지구                           | 196,311           | 라신         | 196,311   |
| 밀워키-라신-워케샤 지구                 | 2,047,966         | 화이트워터 지구                     | 103,868           | 월워스       | 103,868   |
| 밀워키-라신-워케샤 지구                 | 2,047,966         | 비버댐 지구                         | 87,839            | 도지         | 87,839    |
| 밀워키-라신-워케샤 지구                 | 2,047,966         | 워터타운-포트앳킨슨 지구            | 84,769            | 제퍼슨       | 84,769    |
| 매디슨-제인스빌-벨루잇 지구             | 892,661           | 매디슨 지구                         | 664,865           | 데인         | 546,695   |
| 매디슨-제인스빌-벨루잇 지구             | 892,661           | 매디슨 지구                         | 664,865           | 컬럼비아     | 57,532    |
| 매디슨-제인스빌-벨루잇 지구             | 892,661           | 매디슨 지구                         | 664,865           | 그린         | 36,960    |
| 매디슨-제인스빌-벨루잇 지구             | 892,661           | 매디슨 지구                         | 664,865           | 아이오와     | 23,678    |
| 매디슨-제인스빌-벨루잇 지구             | 892,661           | 제인스빌-벨루잇 지구                | 163,354           | 락           | 163,354   |
| 매디슨-제인스빌-벨루잇 지구             | 892,661           | 바라부 지구                         | 64,442            | 소크         | 64,442    |
| 애플턴-오시코시-니나 지구               | 409,881           | 애플턴 지구                         | 237,974           | 우타가미     | 187,885   |
| 애플턴-오시코시-니나 지구               | 409,881           | 애플턴 지구                         | 237,974           | 캘류멧       | 50,089    |
| 애플턴-오시코시-니나 지구               | 409,881           | 오시코시-니나 지구                  | 171,907           | 위너베이고   | 171,907   |
| 그린베이-샤와노 지구                    | 368,361           | 그린베이 지구                       | 322,906           | 브라운       | 264,542   |
| 그린베이-샤와노 지구                    | 368,361           | 그린베이 지구                       | 322,906           | 오콘토       | 37,930    |
| 그린베이-샤와노 지구                    | 368,361           | 그린베이 지구                       | 322,906           | 케오니       | 20,434    |
| 그린베이-샤와노 지구                    | 368,361           | 샤와노 지구                         | 45,455            | 샤와노       | 40,899    |
| 그린베이-샤와노 지구                    | 368,361           | 샤와노 지구                         | 45,455            | 메노미니     | 4,556     |
| 워소-스티븐스포인트-위스콘신래피즈 지구 | 307,056           | 워소-웨스턴 지구                    | 163,285           | 마라톤       | 135,692   |
| 워소-스티븐스포인트-위스콘신래피즈 지구 | 307,056           | 워소-웨스턴 지구                    | 163,285           | 링컨         | 27,593    |
| 워소-스티븐스포인트-위스콘신래피즈 지구 | 307,056           | 위스콘신래피즈-마시필드 지구        | 72,999            | 우드         | 72,999    |
| 워소-스티븐스포인트-위스콘신래피즈 지구 | 307,056           | 스티븐스포인트 지구                 | 70,772            | 포티지       | 70,772    |
| 오클레어-메노모니 지구                  | 214,672           | 오클레어 지구                       | 169,304           | 오클레어     | 104,646   |
| 오클레어-메노모니 지구                  | 214,672           | 오클레어 지구                       | 169,304           | 치페와       | 64,658    |
| 오클레어-메노모니 지구                  | 214,672           | 메노모니 지구                       | 45,368            | 던           | 45,368    |
| 시카고-내퍼빌 지구                      | 9,825,325 169,561 | 시카고-내퍼빌-졸리엣 지구           | 9,458,539 169,561 | 쿡           | 5,150,233 |
| 시카고-내퍼빌 지구                      | 9,825,325 169,561 | 시카고-내퍼빌-졸리엣 지구           | 9,458,539 169,561 | 뒤파제       | 922,921   |
| 시카고-내퍼빌 지구                      | 9,825,325 169,561 | 시카고-내퍼빌-졸리엣 지구           | 9,458,539 169,561 | 레이크       | 696,535   |
| 시카고-내퍼빌 지구                      | 9,825,325 169,561 | 시카고-내퍼빌-졸리엣 지구           | 9,458,539 169,561 | 윌           | 690,743   |
| 시카고-내퍼빌 지구                      | 9,825,325 169,561 | 시카고-내퍼빌-졸리엣 지구           | 9,458,539 169,561 | 케인         | 532,403   |
| 시카고-내퍼빌 지구                      | 9,825,325 169,561 | 시카고-내퍼빌-졸리엣 지구           | 9,458,539 169,561 | 레이크       | 485,493   |
| 시카고-내퍼빌 지구                      | 9,825,325 169,561 | 시카고-내퍼빌-졸리엣 지구           | 9,458,539 169,561 | 맥헨리       | 307,774   |
| 시카고-내퍼빌 지구                      | 9,825,325 169,561 | 시카고-내퍼빌-졸리엣 지구           | 9,458,539 169,561 | 포터         | 170,389   |
| 시카고-내퍼빌 지구                      | 9,825,325 169,561 | 시카고-내퍼빌-졸리엣 지구           | 9,458,539 169,561 | 커노샤       | 169,561   |
| 시카고-내퍼빌 지구                      | 9,825,325 169,561 | 시카고-내퍼빌-졸리엣 지구           | 9,458,539 169,561 | 켄들         | 128,990   |
| 시카고-내퍼빌 지구                      | 9,825,325 169,561 | 시카고-내퍼빌-졸리엣 지구           | 9,458,539 169,561 | 디캘브       | 104,897   |
| 시카고-내퍼빌 지구                      | 9,825,325 169,561 | 시카고-내퍼빌-졸리엣 지구           | 9,458,539 169,561 | 그런디       | 51,054    |
| 시카고-내퍼빌 지구                      | 9,825,325 169,561 | 시카고-내퍼빌-졸리엣 지구           | 9,458,539 169,561 | 재스퍼       | 33,562    |
| 시카고-내퍼빌 지구                      | 9,825,325 169,561 | 시카고-내퍼빌-졸리엣 지구           | 9,458,539 169,561 | 뉴턴         | 13,984    |
| 시카고-내퍼빌 지구                      | 9,825,325 169,561 | 오타와 지구                         | 147,036           | 라살         | 108,669   |
| 시카고-내퍼빌 지구                      | 9,825,325 169,561 | 오타와 지구                         | 147,036           | 뷰로         | 32,628    |
| 시카고-내퍼빌 지구                      | 9,825,325 169,561 | 오타와 지구                         | 147,036           | 퍼트넘       | 5,739     |
| 시카고-내퍼빌 지구                      | 9,825,325 169,561 | 미시간시티-라포트 지구              | 109,888           | 라포트       | 109,888   |
| 시카고-내퍼빌 지구                      | 9,825,325 169,561 | 칸카키 지구                         | 109,862           | 칸카키       | 109,862   |
| 미니애폴리스-세인트폴 지구              | 4,027,861 133,441 | 미니애폴리스-세인트폴-블루밍턴 지구 | 3,640,043 133,441 | 헤너핀       | 1,265,843 |
| 미니애폴리스-세인트폴 지구              | 4,027,861 133,441 | 미니애폴리스-세인트폴-블루밍턴 지구 | 3,640,043 133,441 | 램지         | 550,321   |
| 미니애폴리스-세인트폴 지구              | 4,027,861 133,441 | 미니애폴리스-세인트폴-블루밍턴 지구 | 3,640,043 133,441 | 다코타       | 429,021   |
| 미니애폴리스-세인트폴 지구              | 4,027,861 133,441 | 미니애폴리스-세인트폴-블루밍턴 지구 | 3,640,043 133,441 | 애너카       | 356,921   |
| 미니애폴리스-세인트폴 지구              | 4,027,861 133,441 | 미니애폴리스-세인트폴-블루밍턴 지구 | 3,640,043 133,441 | 워싱턴       | 262,440   |
| 미니애폴리스-세인트폴 지구              | 4,027,861 133,441 | 미니애폴리스-세인트폴-블루밍턴 지구 | 3,640,043 133,441 | 스콧         | 149,013   |
| 미니애폴리스-세인트폴 지구              | 4,027,861 133,441 | 미니애폴리스-세인트폴-블루밍턴 지구 | 3,640,043 133,441 | 라이트       | 138,377   |
| 미니애폴리스-세인트폴 지구              | 4,027,861 133,441 | 미니애폴리스-세인트폴-블루밍턴 지구 | 3,640,043 133,441 | 카버         | 105,089   |
| 미니애폴리스-세인트폴 지구              | 4,027,861 133,441 | 미니애폴리스-세인트폴-블루밍턴 지구 | 3,640,043 133,441 | 셔번         | 97,238    |
| 미니애폴리스-세인트폴 지구              | 4,027,861 133,441 | 미니애폴리스-세인트폴-블루밍턴 지구 | 3,640,043 133,441 | 세인트크로이 | 90,687    |
| 미니애폴리스-세인트폴 지구              | 4,027,861 133,441 | 미니애폴리스-세인트폴-블루밍턴 지구 | 3,640,043 133,441 | 시사고       | 56,579    |
| 미니애폴리스-세인트폴 지구              | 4,027,861 133,441 | 미니애폴리스-세인트폴-블루밍턴 지구 | 3,640,043 133,441 | 피어스       | 42,754    |
| 미니애폴리스-세인트폴 지구              | 4,027,861 133,441 | 미니애폴리스-세인트폴-블루밍턴 지구 | 3,640,043 133,441 | 이샌티       | 40,596    |
| 미니애폴리스-세인트폴 지구              | 4,027,861 133,441 | 미니애폴리스-세인트폴-블루밍턴 지구 | 3,640,043 133,441 | 르쉬외르     | 28,887    |
| 미니애폴리스-세인트폴 지구              | 4,027,861 133,441 | 미니애폴리스-세인트폴-블루밍턴 지구 | 3,640,043 133,441 | 밀랙스       | 26,277    |
| 미니애폴리스-세인트폴 지구              | 4,027,861 133,441 | 세인트클라우드 지구                 | 201,964           | 스턴스       | 161,075   |
| 미니애폴리스-세인트폴 지구              | 4,027,861 133,441 | 세인트클라우드 지구                 | 201,964           | 벤턴         | 40,889    |
| 미니애폴리스-세인트폴 지구              | 4,027,861 133,441 | 패리벌트-노스필드 지구              | 66,972            | 라이스       | 66,972    |
| 미니애폴리스-세인트폴 지구              | 4,027,861 133,441 | 레드윙 지구                         | 46,340            | 굿휴         | 46,340    |
| 미니애폴리스-세인트폴 지구              | 4,027,861 133,441 | 오와토너 지구                       | 36,649            | 스틸         | 36,649    |
| 미니애폴리스-세인트폴 지구              | 4,027,861 133,441 | 헛친슨 지구                         | 35,893            | 맥러드       | 35,893    |
| 마리네트-아이언마운틴 지구              | 92,664 44,645     | 마리네트 지구                       | 63,130 40,350     | 마리네트     | 40,350    |
| 마리네트-아이언마운틴 지구              | 92,664 44,645     | 마리네트 지구                       | 63,130 40,350     | 메노미니     | 22,780    |
| 마리네트-아이언마운틴 지구              | 92,664 44,645     | 아이언마운틴 지구                   | 29,534 4,295      | 디킨슨       | 25,239    |
| 마리네트-아이언마운틴 지구              | 92,664 44,645     | 아이언마운틴 지구                   | 29,534 4,295      | 플로렌스     | 4,295     |
| 없음                                    | 없음              | 라크로스 지구                       | 136,616 118,016   | 라크로스     | 118,016   |
| 없음                                    | 없음              | 라크로스 지구                       | 136,616 118,016   | 휴스턴       | 18,600    |
| 없음                                    | 없음              | 셰보이건 지구                       | 115,340           | 셰보이건     | 115,340   |
| 없음                                    | 없음              | 퐁뒤라크 지구                       | 103,403           | 퐁뒤라크     | 103,403   |
| 없음                                    | 없음              | 매니토웍 지구                       | 78,981            | 매니토웍     | 78,981    |
| 없음                                    | 없음              | 플랫빌 지구                         | 51,439            | 그랜트       | 51,439    |
| 없음                                    | 없음              | 덜루스 지구                         | 288,732 43,150    | 세인트루이스 | 199,070   |
| 없음                                    | 없음              | 덜루스 지구                         | 288,732 43,150    | 더글러스     | 43,150    |
| 없음                                    | 없음              | 덜루스 지구                         | 288,732 43,150    | 칼턴         | 35,871    |
| 없음                                    | 없음              | 덜루스 지구                         | 288,732 43,150    | 레이크       | 10,641    |
| 없음                                    | 없음              | 없음                                | 없음              | 워파카       | 50,990    |
| 없음                                    | 없음              | 없음                                | 없음              | 먼로         | 46,253    |
| 없음                                    | 없음              | 없음                                | 없음              | 배런         | 45,244    |
| 없음                                    | 없음              | 없음                                | 없음              | 포크         | 43,783    |
| 없음                                    | 없음              | 없음                                | 없음              | 오나이다     | 35,595    |
| 없음                                    | 없음              | 없음                                | 없음              | 클라크       | 34,774    |
| 없음                                    | 없음              | 없음                                | 없음              | 버넌         | 30,822    |
| 없음                                    | 없음              | 없음                                | 없음              | 트렘필로     | 29,649    |
| 없음                                    | 없음              | 없음                                | 없음              | 도어         | 27,668    |
| 없음                                    | 없음              | 없음                                | 없음              | 주노         | 26,687    |
| 없음                                    | 없음              | 없음                                | 없음              | 와우샤라     | 24,443    |
| 없음                                    | 없음              | 없음                                | 없음              | 빌라스       | 22,195    |
| 없음                                    | 없음              | 없음                                | 없음              | 잭슨         | 20,643    |
| 없음                                    | 없음              | 없음                                | 없음              | 테일러       | 20,343    |
| 없음                                    | 없음              | 없음                                | 없음              | 애덤스       | 20,220    |
| 없음                                    | 없음              | 없음                                | 없음              | 랭글레이드   | 19,189    |
| 없음                                    | 없음              | 없음                                | 없음              | 그린레이크   | 18,913    |
| 없음                                    | 없음              | 없음                                | 없음              | 리칠랜드     | 17,252    |
| 없음                                    | 없음              | 없음                                | 없음              | 라피엣       | 16,665    |
| 없음                                    | 없음              | 없음                                | 없음              | 소여         | 16,558    |
| 없음                                    | 없음              | 없음                                | 없음              | 크로퍼드     | 16,131    |
| 없음                                    | 없음              | 없음                                | 없음              | 워시번       | 15,720    |
| 없음                                    | 없음              | 없음                                | 없음              | 마켓         | 15,574    |
| 없음                                    | 없음              | 없음                                | 없음              | 애슐랜드     | 15,562    |
| 없음                                    | 없음              | 없음                                | 없음              | 버넷         | 15,414    |
| 없음                                    | 없음              | 없음                                | 없음              | 베이필드     | 15,036    |
| 없음                                    | 없음              | 없음                                | 없음              | 러스크       | 14,178    |
| 없음                                    | 없음              | 없음                                | 없음              | 프라이스     | 13,351    |
| 없음                                    | 없음              | 없음                                | 없음              | 버펄로       | 13,031    |
| 없음                                    | 없음              | 없음                                | 없음              | 포레스트     | 9,004     |
| 없음                                    | 없음              | 없음                                | 없음              | 피핀         | 7,287     |
| 없음                                    | 없음              | 없음                                | 없음              | 아이언       | 5,687     |
| 위스콘신                                | 위스콘신          | 위스콘신                            | 위스콘신          | 위스콘신     | 5,822,434 |

## 참고
- 인구 수는 2019년 기준이며 단위는 '명'이다.
- 데인군은 위스콘신주 행정 기관들이 있는 매디슨이 있기 때문에 굵은 글씨로 표기했다.

## 같이 보기
- 대도시 통계 지구